# Nguyễn Hữu Việt Hưng
Nguyễn Hữu Việt Hưng là một nhà toán học, giáo sư, nhà giáo Ưu tú, nhà giáo Nhân dân người Việt Nam, hội viên Hội Toán học Hoa Kỳ. Ông nghiên cứu về Tô pô đại số, bao gồm bất biến Modular (Đại số) và lý thuyết Đồng luân (Hình học – Tôpô). Ông cũng là tác giả của nhiều cuốn sách giáo khoa về Toán. Hiện tại ông là Giáo sư Toán học tại Trường Đại học Khoa học Tự nhiên, Đại học Quốc gia Hà Nội.

## Thông tin cá nhân
Nguyễn Hữu Việt Hưng sinh ngày 28 tháng 08, 1954 tại Hà Nội, Việt Nam Dân chủ Cộng hòa. Ông tốt nghiệp Đại học năm 1976, Tiến sĩ năm 1983 và Tiến sĩ khoa học năm 1996 tại Việt Nam. Ông bảo vệ luận án tiến sĩ với tựa đề Các lớp đặc trưng Dickson, dưới sự hướng dẫn của giáo sư Huỳnh Mùi.
Hiện tại ông là Giáo sư, chủ nhiệm bộ môn Đại số - Hình học - Topo tại Khoa Toán - Cơ - Tin, Trường Đại học Khoa học Tự nhiên, Đại học Quốc gia Hà Nội. Ông chủ trì nhóm nghiên cứu Tôpô Đại số tại ĐHQG Hà Nội. Ông có hơn 40 bài báo nghiên cứu, 2 sách chuyên khảo, 8 đề tài khoa học.
Bên cạnh đó ông giữ các cương vị: Phó Chủ tịch phụ trách Quan hệ Quốc tế Hội Toán học Việt Nam, Ủy viên Hội đồng Khoa học Viện nghiên cứu cao cấp về Toán (VIASM), Ủy viên Hội đồng Khoa học ngành Toán của Quỹ NAFOSTED, Thành viên Ban Biên tập Tạp chí Vietnam Journal of Mathematics, Ủy viên Hội đồng Khoa học Liên ngành Toán - Cơ, ĐHQG Hà Nội, Trưởng ban Tổ chức và Trưởng ban Chương trình của một số Hội nghị quốc tế 

Ông được trao tặng danh hiệu Nhà giáo Nhân dân; Huân chương Lao động hạng Ba; Bằng khen của Thủ tướng Chính phủ; Huy chương Vì sự nghiệp Khoa học và Công nghệ. Ông là một trong 2 người đầu tiên được trao tặng giải thưởng Tạ Quang Bửu, nhằm vinh danh những nhà khoa học có nhiều thành tựu trong các lĩnh vực khoa học cơ bản. Năm 2014, các đồng nghiệp ở Pháp tổ chức ngày Topo Đại số để kỷ niệm sinh nhật ông nhằm ghi nhận đóng góp của ông ở những lĩnh vực này.
Cũng theo báo chí và các phương tiện truyền thông chính thức của Việt Nam, ông có con là MC Nguyễn Hữu Việt Khuê, 1 bình luận viên bóng đá VTV đã từng học ngành Toán ở ĐHQGHN.

## Công trình nghiên cứu

### Công trình tiêu biểu[6]
- with Ngô Anh Tuấn, The generalized algebraic conjecture on spherical classes, manuscripta mathematica, 162 (2020), 133–157
- with Geoffrey Powell, The A-decomposability of the Singer construction, Journal of Algebra, 517 (2019), 186-206
- The homomorphisms between the Dickson-Mùi algebras as modules over the Steenrod algebra, Mathematische Annalen 353 (2012), 827- 866 (được trao tặng Giải thưởng Tạ quang Bửu).
- The cohomology of the Steenrod algebra and representations of the general linear groups, Trans. Amer. Math. Soc. 357 (2005), 4065–4089
- with Robert R. Bruner and Lê M. Hà, On behavior of the algebraic transfer, Trans. Amer. Math. Soc. 357 (2005), 473–487
- with Tran N. Nam, The hit problem for the Dickson algebra[liên kết hỏng], Trans. Amer. Math. Soc. 353 (2001), 5029–5040
- Spherical classes and the lambda algebra, Trans. Amer. Math. Soc. 353 (2001), 4447–4460
- The weak conjecture on spherical classes, Math. Zeit. 231 (1999), 727–743
- with Franklin P. Peterson, Spherical classes and the Dickson algebra, Math. Proc. Camb. Phil. Soc. 124 (1998), 253–264
- Spherical classes and the algebraic transfer, Trans. Amer. Math. Soc. 349 (1997), 3893–3910
- with Franklin P. Peterson, A–generators for the Dickson algebra, Trans. Amer. Math. Soc. 347 (1995), 4687–4728
- The mod 2 equivariant cohomology algebras of configuration spaces, Pacific Jour. Math. 143 (1990), 251–286

### Một số sách giáo khoa đã viết
- Đại số tuyến tính, Nhà xuất bản giáo dục, 2000[7]
- Đại số đại cương, Nhà xuất bản giáo dục, 1998[7]

## Thành tích nổi bật
Năm 1971, đạt giải nhất kì thi học sinh giỏi Toán toàn miền Bắc.
Năm 1990, ông là hội viên Hội Toán học Hoa Kỳ và điểm bài cho Mathematical Reviews.
Năm 2006, ông được phong tặng danh hiệu nhà giáo Ưu tú.
Năm 2008, ông nhận Huân chương lao động hạng ba.
Năm 2014, ông nhận giải thưởng Tạ Quang Bửu. Cùng năm, ông được phong tặng danh hiệu nhà giáo Nhân dân.

## Nhận định cá nhân
| “ | 40 năm trước, khi tốt nghiệp Đại học Tổng hợp Hà Nội, tôi được giữ lại trường làm giảng viên. Đó là một vinh dự tột bậc, không ai trong số chúng tôi từ chối vinh dự ấy nhưng bây giờ số người từ chối cái mà tôi vẫn muốn gọi là vinh dự ấy lại khá nhiều. Năm gần đây tôi có mời một số sinh viên giỏi ở lại trường nhưng nhiều người từ chối. Điều đó chứng tỏ tiền lương, đãi ngộ cho các nhà khoa học trẻ hiện nay không duy trì được cuộc sống. Mức lương cho một người tốt nghiệp đại học là hơn hai triệu đồng, lương tiến sĩ khoảng 3,5 triệu đồng trong khi các quốc gia bên cạnh Việt Nam, đầu tư cho khoa học gấp vài chục đến vài trăm lần. | ” |

| “ | Đồng tiền quan trọng nhưng chưa chắc đã là nhất, điều quan trọng hơn với các nhà khoa học là được bố trí chỗ làm việc phù hợp và văn minh, được làm chủ trên lĩnh vực mà họ công tác. Nhưng nhiều nhà khoa học hiện cảm thấy họ là những kẻ làm thuê. | ” |

| “ | Khoa học giống như nhạc giao hưởng vậy. Một quốc gia có thể thành công ở nhiều lĩnh vực nhưng để đạt đỉnh cao thế giới thì không thể không có thành tựu ở lĩnh vực âm nhạc bác học. | ” |

| “ | Chạy Marathon 42,195 km là môn thể thao mà hồi còn nhỏ tôi rất ghét, vì nó nặng nhọc và buồn chán; nhưng càng trưởng thành thì tôi càng thích. Tôi dần dần hiểu ra rằng Marathon chính là môn thể thao gần với cuộc đời nhất: Nặng nhọc và buồn chán chính là những thuộc tính của cuộc đời, nói riêng là thuộc tính của việc nghiên cứu khoa học. Khi đã vượt được chừng 30km thì mỗi người chạy marathon chỉ còn đua với chính mình, sự ganh đua với người khác dường như không còn đáng kể. | ” |

| “ | Không có nghiên cứu cơ bản thì không thể là quốc gia hàng đầu, và đất nước chỉ có những người làm công cho tư bản. | ” |